# Superpai
Superpai é um filme de comédia brasileiro de 2015, dirigido por Pedro Amorim e protagonizado por Danton Mello, Antonio Tabet, Thogun Teixeira e Dani Calabresa. Baseado em um roteiro americano não utilizado, intitulado como Deadbeat Dad, escrito por Benji Cosgrove e Corey Palmer, e adaptado por Ricardo Tiezzi, com colaboração de Amorim, Rafinha Bastos e Camila Raffanti.

## Sinopse
Diogo (Danton Mello), típico pai de família, se vê em dois dilemas: em mostrar para sua mulher Mariana (Monica Iozzi) que é o marido e pai exemplar e aos seus amigos da época da escola, Júlia (Dani Calabresa), Cezar (Antonio Tabet) e Nando (Thogun Teixeira), que é ainda a pessoa festeira de vinte anos atrás. Ao saber da festa de vinte anos desta formatura, Diogo se vê na oportunidade de também conquistar seu amor de escola, Patrícia (Juliana Didone), mesmo sendo casado. Além da esposa, Diogo tem um filho pequeno, e tudo já estaria planejado para que ele fosse a festa, saísse com a moça e depois voltasse para casa como se nada tivesse acontecido. Para seu azar, sua sogra sofre um pequeno acidente e acaba quebrando a perna bem no dia da festa fazendo com que Mariana não fique com o filho. Diogo sai a procura de uma babá sem sucesso, e acaba deixando o filho em uma creche noturna.
Depois ao chegar na festa, Diogo enfim encontra Patrícia, porém ao ver também seus amigos, Diogo acaba deixando novamente a festa para voltar a creche e buscar seu filho, que está usando uma máscara de cachorro. Após um tempo, Diogo descobre que o menino não era o seu filho, e ao voltar novamente para a creche para procurar seu filho, descobre que outra pessoa o levou para a casa. Para piorar sua situação, o menino que está com Diogo é coreano e não sabe falar uma palavra em português. Mesmo assim, Diogo faz o possível para encontrar seu filho, voltar para a festa e ficar com seu amor de escola, e assim voltar para casa antes que sua mulher apareça de manhã.

## Elenco
- Danton Mello como Diogo Viana
- Dani Calabresa como Júlia
- Antonio Tabet como Cezar
- Thogun Teixeira como Nando
- Juliana Didone como Patrícia Ellen
- Monica Iozzi como Mariana Viana
- Lukas Brombini como Luca Viana
- Paulinho Serra como Cleverson
- Rafinha Bastos como Gilson
- Maurício de Barros como Cueca
- Nicole Bahls como Carla
- Luana Tanaka como Scheila
- Lucélia Machiavelli como Dona Sônia
- Ricardo Oshiro como como Kim
- Lulu Pavarin como Mãe de Mariana

## Repercussão

### Críticas
Superpai no geral recebeu críticas negativas. De acordo com Pedro Tritto do site Cineclick, o filme não aproveita bem o seu enredo, além de ser sobrecarregado de piadas agressivas, situações forçadas e constrangedoras. Além de constatar que por ser um filme repleto de humoristas da atualidade, o filme se perde com a quantidade excessiva de piadas e a preocupação dos atores em fazer uma e não em atuar. Tritto também critica o medo do filme em se parecer politicamente incorreto, além de ver o protagonista ao longo do filme querer mudar de personalidade, fazendo com que não traga nada de novo e mostra a falta de ambição do roteiro. Raphael Camacho do Cinepop diz que o filme não é novidade, e consta somente piadas sem graça e personagens mal construídos. Camacho também destaca a má atuação dos atores e a falta de interação com o público. David Arrais do site Cinema com Rapadura, considera Superpai o pior filme desde o período da retomada do cinema brasileiro. Arrais destaca as diversas sucessões de clichês presentes no filme, atuações ruins, diálogos sofríveis e o não desenvolvimento dos personagens. Arrais também critica a má utilização da trilha sonora, com músicas que não combinam com as cenas e o roteiro repetitivo.
De acordo com André Zuliani do site Omelete, o filme é forçado e os atores não mostram nenhuma química entre si, além do pouco desenvolvimento dos personagens. Zuliani somente destaca um ponto positivo que é o personagem Nando interpretado por Thogun Teixeira, por ser negro e  homossexual. Ailton Monteiro do site Pipoca Moderna, constata que Superpai é uma caricatura de filme americano feita por brasileiros, além de criticar a presença em excesso de ex-integrantes do humorístico CQC como Dani Calabresa, Monica Iozzi, Danilo Gentili e Rafinha Bastos. Ernesto Barros do Jornal do Commercio constata que Superpai é irrelevante e o ponto negativo é o fato da adaptação de um texto de autoria americana feita por brasileiros. Barros também diz que o diretor, Amorim, errou ao realizar o filme e o compara com o seu anterior, Mato Sem Cachorro, dizendo que este foi melhor. Daniel Dieb da Veja diz que Superpai se divide entre a comédia adulta e a comédia família, além do humor presente ser mais apimentado e bem próximo do improviso e da comédia da situação. Por outro lado, Dieb diz que Superpai peca por ter um roteiro com falta de ritmo. Renan de Andrade do site Ambrósia, constata que Superpai é uma piada pronta, por ter tido como base um roteiro americano descartado pela indústria de Hollywood, e que nele consta uma fórmula desgastada que nos dias de hoje, não se sustenta mais.
Andrade ressalta que o enredo se apoia nas espontaneidades do elenco, mas a sua narrativa é bastante falha. De acordo com Sérgio Alpendre da Folha de S.Paulo, Superpai é um filme de mau gosto e os protagonistas se sujeitam o tempo todo a pagarem mico. Alpendre também critica a concentração de piadas ruins e compara o filme com sessões de pegadinha, em que uma câmera escondida possa flagrar a qualquer momento algum constrangimento por parte dos atores.

### Bilheteria
Superpai entrou em circuito nacional no dia 26 de Fevereiro de 2015 e em sua primeira semana de exibição, fechou a lista Top 5 das bilheterias brasileiras com 170 mil espectadores e arrecadando R$ 2.2 milhões. Em sua última semana, Superpai fechou com 1 milhão, 37 mil e 364 espectadores no total.